# 13
13 (XIII, na numeração romana) foi um ano comum do século I, do Calendário Juliano, da Era de Cristo, teve início a um domingo e terminou também a um domingo, e a sua letra dominical foi A.
| Ano completo                    |
| ------------------------------- |
| Ano comum com início ao domingo |

## Eventos
- Augusto, imperador, tribuno e pontífice máximo pela 35a vez.[1]
- Tibério, tribuno pela 13.ª vez.[1]
- Caio Sílio e Lúcio Munácio Planco, cônsules romanos.[1]
- Este é o último ano em que são listados os cônsules no Fastos Capitolinos.[1]